# Georg Friedrich Louis Reinhardt
Georg Friedrich Louis Reinhardt (geb. 27. Juni 1819 in Hamburg; gest. 26. September 1905 in München) war ein aus Hamburg stammender deutscher Maler in München.
Reinhardt war Sohn des Torfschiffers Georg Friedrich Reinhardt und Friderica Christina Reinhardt geb. Harms in Hamburg. Er war in München ab 1870 Ziehvater von Max Thedy. Reinhardts Spuren verwischten sich sonst in der Münchner Künstlerlandschaft. Er wurde als „Blumenmaler“ bezeichnet. Thedy erhob auf zwei Porträts Erbansprüche, die er von Reinhardt gemalt hatte, der wiederum an der Weimarer Malerschule Bedeutung erlangen sollte. Von Reinhardt erhielt Thedy die Anregung für das Malen. Reinhardt kommt auch unter der Namensbezeichnung Louis Reinhardt vor. Reinhardt lebte seit 1854 in München. Reinhardt hatte seinerseits wohl seine Eindrücke aus der holländischen Stilllebenmalerei empfangen. Dass Reinhardt nicht oft in Ausstellungen präsent war oder ist, mag wohl daran liegen, dass mit seinen Arbeiten eher der Kunstmarkt bedient wurde.
Er wird oft mit Louis Reinhardt (1849–1870) verwechselt oder fälschlich in Verbindung gebracht.